# Хоенбаден
Хоенбаден (на немски: Hohenbaden) е замък в околностите на град Баден-Баден. В днешно време от замъка са запазени само руини. Главните постройки са издигнати от Херман II и Херман III между 1120 и 1190 година. Хоенбаден дава името на династията на маркграфовете Баден, от които Херман II е първият наричал себе си фон Баден. Най-ранното свидетелство за това е от 1112 г. През 1388 г., по времето на Бернхард I, e изградена масивната така наречена постройка на Бернхард с дебелина на стените 3,6-3,8 м. Якоб I разширява замъка в източна посока и добавя капела (1431-1453). През 1497 г. маркграфската резиденция е преместена в Новия дворец, а Хоенбаден запада впоследствие, като през 1590 година е сполетян от пожар и от 1606 г. се споменава в изворите като руина.
От архитектурна гледна точка замъкът е един от ранните примери за германски замък с тоалетна и канализация за отпадните води (шахти на външните стени построени през 13 век и свършващи в защитния ров). Стената при портата е висока 16 м., а входът се намира на 3 м от земята. Главната кула е широка 7,2 м.
- Хоенбаден - Hohenbaden